# Martin Fuchs
Martin Fuchs (Imperatriz, 13 luglio 1992) è un cavaliere svizzero.

## Biografia
È il nipote di Martin Markus Fuchs, che ha vinto una d'argento nella stessa disciplina alle Olimpiadi del 2000.

## Carriera
Ha partecipato alle Olimpiadi 2016 a Rio de Janeiro, dove è arrivato 6° nel salto a squadra e 9° in quello individuale.
Fuchs ha gareggiato ai Campionati Europei 2015 dove ha vinto una medaglia di bronzo. Ha anche partecipato all'edizione 2015 della finale della Coppa del Mondo di salto ad ostacoli, finendo in undicesima posizione.
Fuchs ha partecipato alle Olimpiadi giovanili nel 2010 vincendo una medaglia d'oro nel salto a squadre. Si è classificato 9° nell'evento individuale.

## Palmarès
- Giochi olimpici giovanili

Singapore 2010: medaglia d'oro nell'equitazione nel salto a squadre
- Campionati Europei

Göteborg 2017: medaglia di bronzo nel salto a squadre
Aquisgrana 2015: medaglia di bronzo nel salto a squadre
Rotterdam 2019: medaglia d'oro nel salto individuale
- Campionato del mondo

Tryon 2018: medaglia d'argento nel salto individuale
- Coppa del Mondo

Göteborg 2019: medaglia d'argento nel salto individuale